# Herbata chińska
Herbata chińska (Camellia sinensis (L.) Kuntze) – gatunek rośliny z rodziny herbatowatych. Jej liście i pączki wykorzystywane są do przygotowania napoju – herbaty. Pochodzi prawdopodobnie z gór na pograniczu Chin, Indii i Mjanmy (obszar wokół źródeł rzeki Irawadi), lecz obecnie jest rośliną szeroko rozpowszechnioną w uprawie. Ze względu na ekstensywną uprawę na rozległym obszarze i łatwe dziczenie krzewów herbaty chińskiej – aktualny zasięg dzikiego występowania gatunku i jego dwóch podstawowych odmian jest niejasny.

## Nazewnictwo
Epitet gatunkowy sinensis oznacza po łacinie „chiński”. Pierwszy człon nazwy naukowej Camellia pochodzi od zlatynizowanego nazwiska botanika Georga Kamela (1661–1706), nazwę tę Karol Linneusz nadał rodzajowi kamelia, honorując w ten sposób istotny wkład Kamela w rozwój nauki. Herbatę chińską Linneusz opisał w 1753 r. jako Thea sinensis, a w 1887 Carl Ernst Otto Kuntze umieścił gatunek w rodzaju Camellia. Starsze nazwy rośliny to m.in. Thea bohea i Thea viridis.

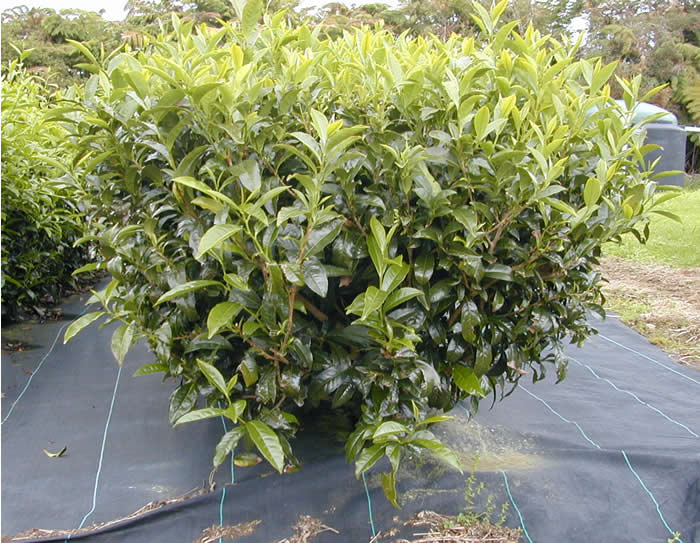
Krzew herbaty
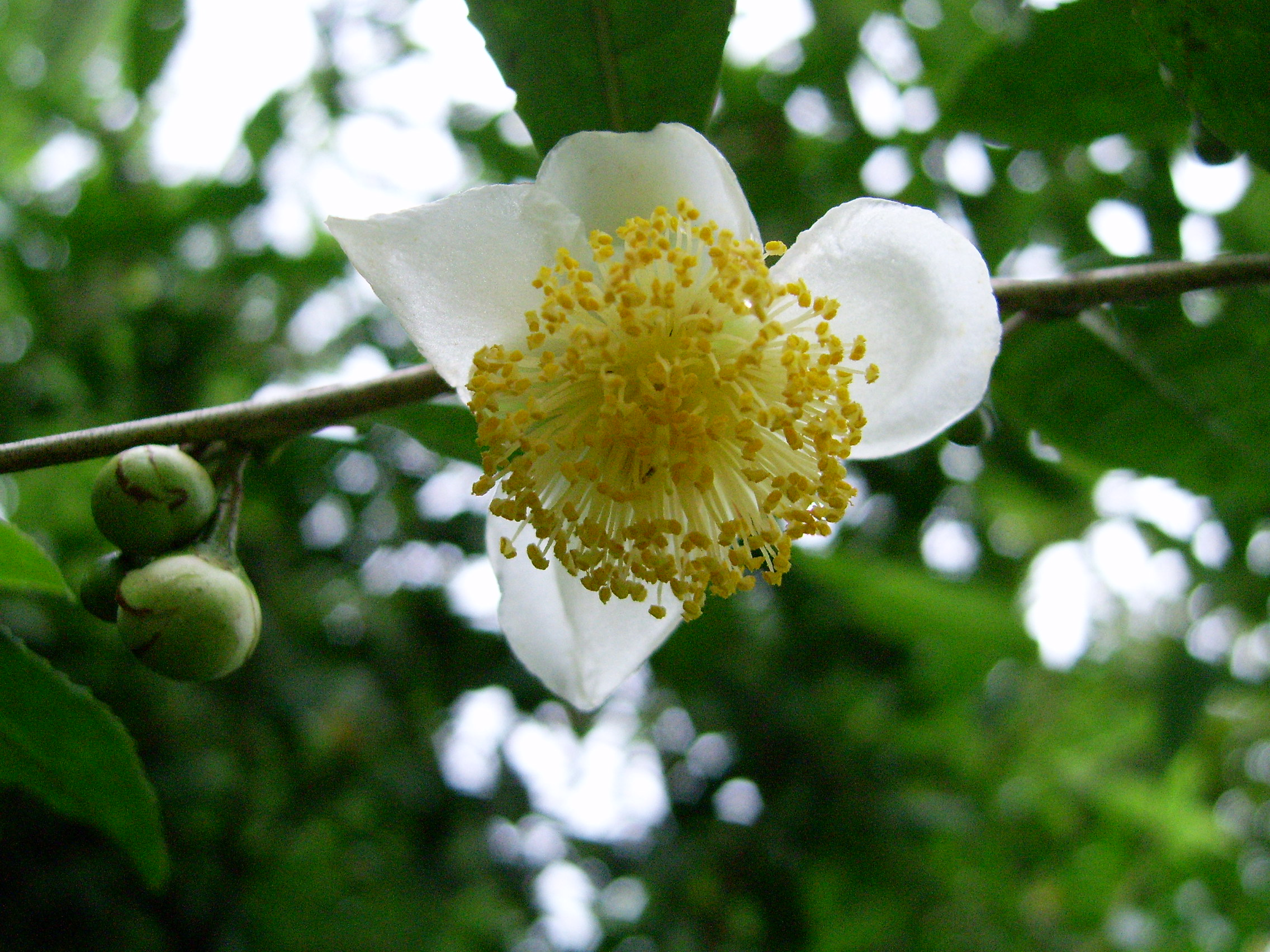
Kwiat
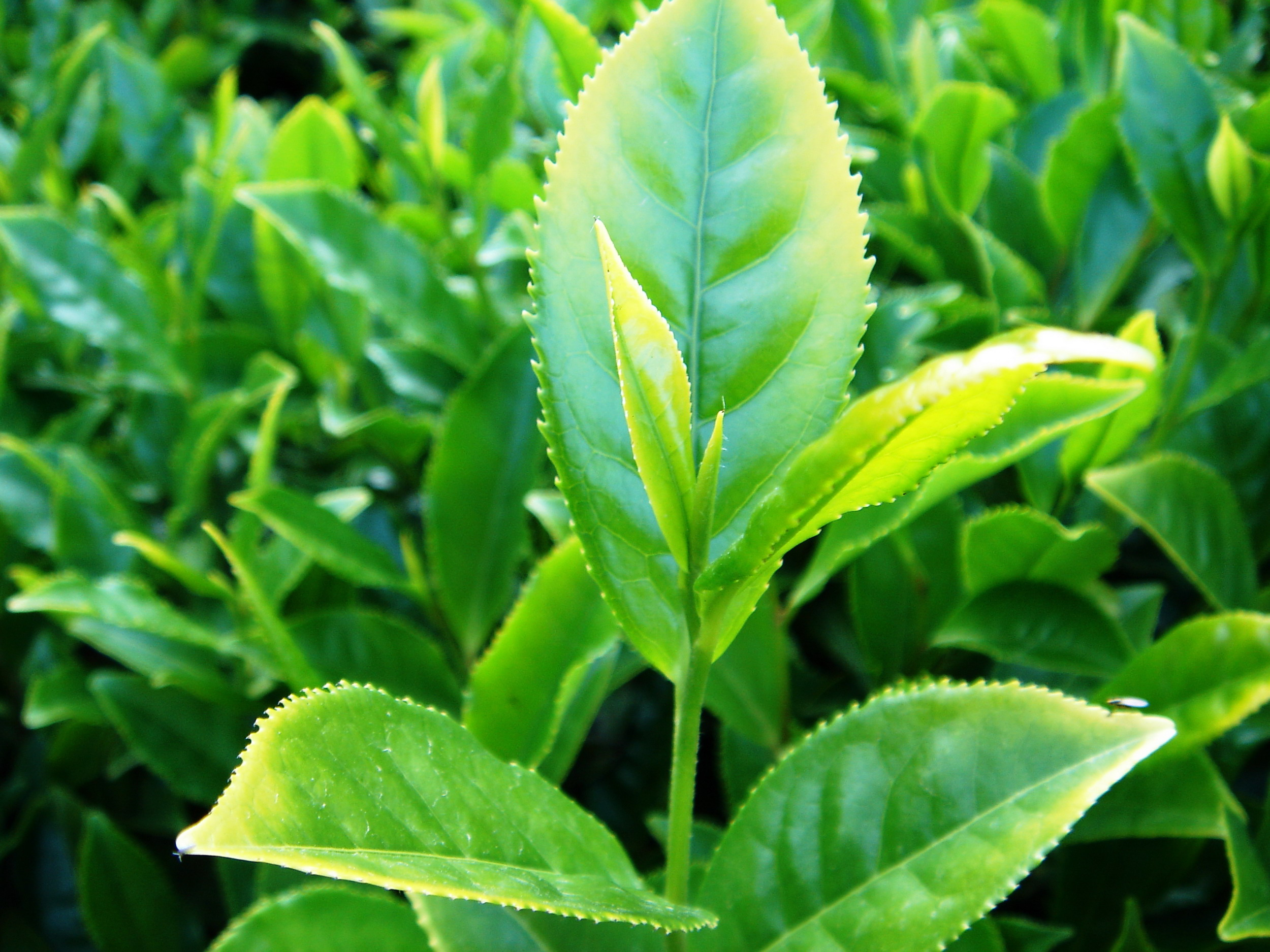
Liście szczytowe
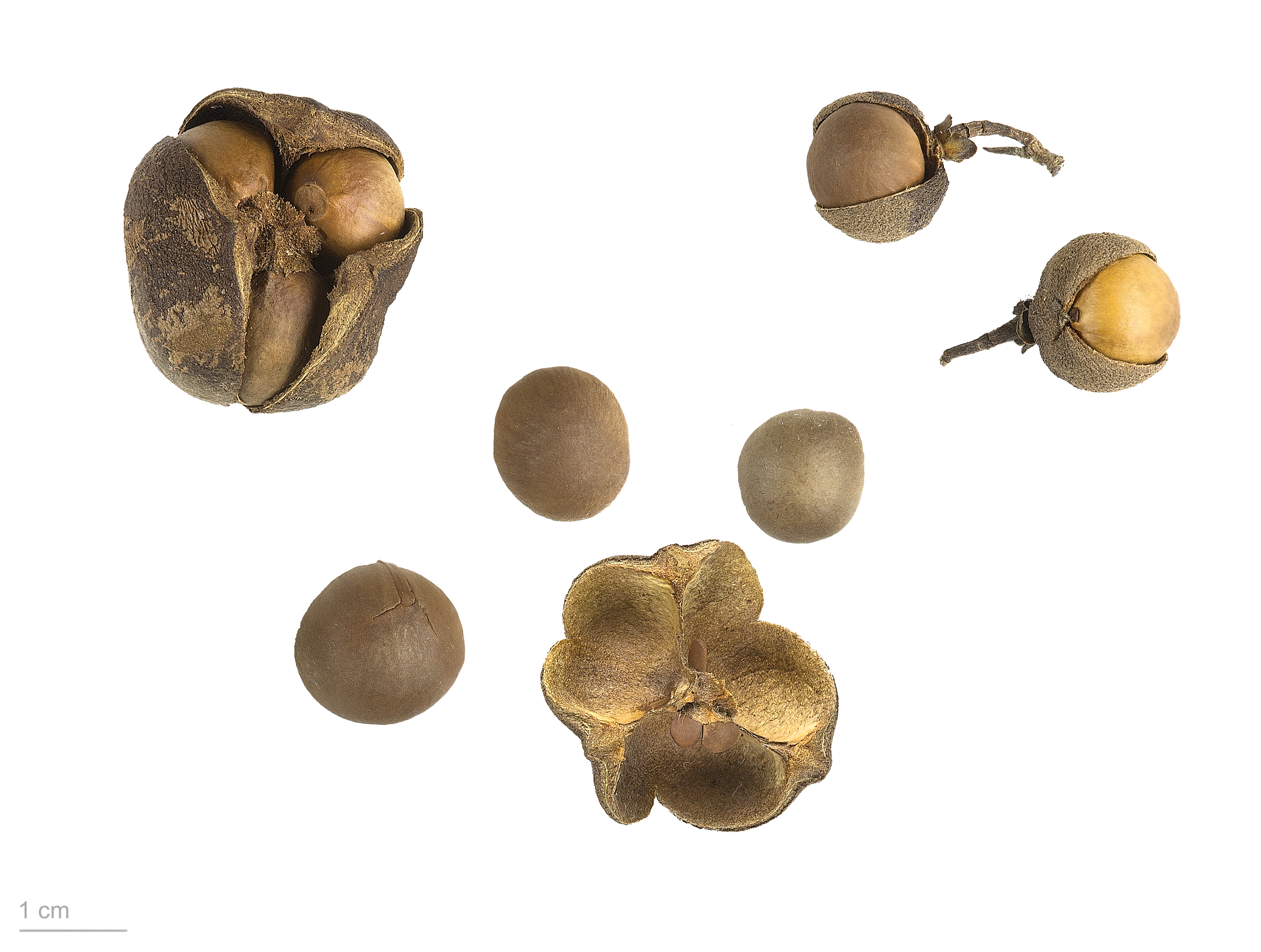
Nasiona

## Zmienność
Odmiany:
- Camellia sinensis var. assamica (J. Masters) Kitam. – herbata assamska
- Camellia sinensis var. sinensis – odmiana typowa

## Zastosowanie
Roślina uprawnaZ liści i pączków herbaty chińskiej, po uprzednim przygotowaniu (suszenie, czasami fermentacja), przyrządza się napar nazywany herbatą, najpopularniejszy napój świata. W 2008 r. światowa produkcja liści herbacianych wyniosła 4.73 mln ton. Największymi producentami są Chińska Republika Ludowa, Indie, Kenia, Sri Lanka i Turcja.